# Oligodon phangan
Oligodon phangan — вид змій родини полозових (Colubridae). Описаний у 2021 році.

## Поширення
Ендемік Таїланду. Поширений лише на острові Пханган в Сіамській затоці.

## Опис
Описаний з типового зразка завдовжки 36,9 см. Спинна поверхня коричнева з парою нечітких смуг. Живіт рожево-помаранчевий.